# Michel Thooris
Michel Thooris, né en 1980, est un syndicaliste policier et militant politique français. D'abord membre d'Action Police CFTC, il fonde un autre syndicat, marginal, France Police. Il se rapproche ensuite de l'extrême droite et rejoint le Front national. Il est conseiller de Marine Le Pen lors de l'élection présidentielle de 2012, et plusieurs fois candidat aux élections législatives.
Il est connu pour ses positions pro-israéliennes, en soutien à l'extrême droite israélienne et hostiles à l'islam radical. Il se donne pour objectif d'attirer l'électorat juif vers le Front national puis le Rassemblement national.

## Biographie

### Jeunesse, famille et débuts professionnels
Michel Thooris naît en 1980 dans une famille juive, d'une mère originaire d'Oran, et d'une grand-mère juive pratiquante. La famille, qu'il décrit comme « modeste », émigre en France et s'installe en région parisienne, où il est né. Il se définit comme un « juif culturel » laïc et ne se rend pas régulièrement à la synagogue, sauf à l'occasion de certaines fêtes religieuses. Il est séfarade et ne suit pas la cacherout. 
Michel Thooris entame des études de droit à l'université Paris-Panthéon-Assas, qu'il arrête au bout d'un an, âgé de seulement 19 ans. Il devient policier et commence à grimper les échelons. Ayant appris l'information par un collègue chargé du dossier, il révèle en 2007 comment, dans l'affaire du vol du scooter des fils de Nicolas Sarkozy, le président de la République a exigé une expertise ADN, procédure exceptionnelle dans le cas d'affaires judiciaires mineures.

### Engagement syndical
Il commence son engagement syndical au sein du Syndicat national des policiers en tenue (SNPT), classé à gauche, mais le syndicat disparaît de lui-même quelques années plus tard. Il est ensuite le fondateur d'Action Police, dont il se propose comme tête de liste, soutenu par un millier de policiers environ. Ce syndicat, affilié à la Confédération française des travailleurs chrétiens (CFTC), appelle lors des émeutes de 2005 dans les banlieues françaises à « l'intervention de l'armée dans les banlieues », ce que soutient Michel Thooris. Le syndicat se rapproche ensuite d'organisations liées à la communauté juive française, notamment à la suite du meurtre d'Ilan Halimi et des émeutes. Ses responsables « [considèrent] que ces associations [sont] les seules à pouvoir faire barrage à la menace de 'l'islamisation' de la France dénoncée par Philippe de Villiers ». Action Police quitte en 2007 la CFTC, en désaccord avec la direction du syndicat. Selon The Jerusalem Post, ce sont « ses positions pro-israéliennes lors de la guerre du Liban en 2006 » qui ont mené à la crise syndicale.
Michel Thooris crée ensuite France Police, un syndicat minoritaire et à l'effectif très faible,.  

### Carrière politique
De 1999 à 2005, Michel Thooris est adhérent du Mouvement pour la France, parti politique de Philippe de Villiers. Il rejoint cette organisation car il trouve la gauche trop anti-israélienne et ne souhaite pas adhérer au Front national de Jean-Marie Le Pen. En 2003 et 2004, il en est également le conseiller en matière de sécurité (de 2002 à 2006 selon Slate), avant de s'éloigner de de Villiers en 2007 en raison de son ralliement à Nicolas Sarkozy.
Michel Thooris est candidat lors des élections législatives de 2007 dans une circonscription parisienne, avec l'étiquette du Parti anarchiste révolutionnaire, qu'il a créé. Il obtient 0,25 % des voix.
Il commence ensuite à se rapprocher du Front national, notamment en lien avec Louis Aliot, qui a lui aussi des origines juives. À partir de 2011, il y adhère via le Rassemblement bleu Marine, puis fait partie de l'équipe de campagne de Marine Le Pen en vue de l'élection présidentielle de 2012. Parmi les 43 conseillers entourant la candidate, il est chargé de la thématique de la sécurité. Il intervient en juin 2011 lors d'un colloque du Club idées nation, un think tank lié au parti d'extrême droite. En 2012, il est candidat aux élections législatives sous l'étiquette du Front national, initialement dans la huitième circonscription des Français de l'étranger, qui inclut Israël. En raison de sa « position plutôt radicale » sur la politique israélienne, Marine Le Pen le rappelle à l'ordre et l'aligne comme candidat dans la huitième du Val-d'Oise. Il obtient 10,5 % des voix, une performance supérieure à l'élection précédente. 
En 2016, il lance avec Francis Nadizi l'Union des patriotes français juifs (UPJF), une association statutairement indépendante du Front national mais ayant pour objectif d'inciter les Français de confession juive à se tourner vers le parti d'extrême droite. L'association se dit « non-communautariste » et se donne également pour objectif d'intégrer le Conseil représentatif des institutions juives de France (CRIF),.
Candidat lors des élections municipales de 2014, il est élu conseiller municipal de Carros, et se présente à nouveau lors des élections municipales de 2020. Avant les élections municipales partielles de 2022, il annonce son intention de diriger une liste, se décrivant comme « zemmourien », mais renonce finalement à se présenter ; une seule liste d'extrême droite se présente à Carros, sous l'étiquette du Rassemblement national.

## Positions politiques

### Rapport aux idées du Front national
Michel Thooris reprend les grandes lignes du programme du Front national, avec la mise en place de la préférence nationale, la réduction de l'immigration et la tenue d'un référendum sur le rétablissement de la peine de mort en France. Il est également en faveur de mesures protectionnistes aux frontières.
Il condamne cependant les positions du fondateur du parti, Jean-Marie Le Pen, plusieurs fois condamné pour antisémitisme et négationnisme. Il est également en désaccord avec certains membres et certaines positions du parti, comme l'interdiction du port de signes religieux dans l'espace public, qui toucherait aussi la kippa, ou la position de neutralité du parti sur le contrôle de Jérusalem.
Il est considéré comme prônant une vision « communautariste », en décalage avec les idées du Front national puis du Rassemblement national. Il affirme notamment qu'« il y a véritablement une guerre qui a été déclenchée par l'islam radical contre l'occident judéo-chrétien, dont les premières victimes sont les français autochtones et la communauté juive ». Pour Michel Thooris, l'islamisme est l'antisémitisme « qui est le plus violent car il veut exterminer les juifs. Son objectif final est le remplacement de la civilisation judéo-chrétienne par la charia ». Il reste toutefois en faveur d'une « « réconciliation » des juifs et des musulmans, malgré « l'apartheid social et ethnique » qui règne en France », en laquelle il croit et qui passerait par une « pratique de l’islam conforme aux lois de la République ». 

### Sur Israël
Michel Thooris est considéré comme proche de l'extrême droite israélienne, prenant à plusieurs reprises la défense de groupes radicaux utilisant l'action directe, comme la Ligue de défense juive ou le Betar, dont il affirme qu'ils réalisent « une mission de service public en défendant les personnes et les biens ». Il affirme en 2016 « s’être fait « piéger » par les médias » à ce sujet. Il reprend le discours de l'État hébreu sur le Grand Israël et emploie les termes de « Judée-Samarie » pour désigner le territoire palestinien appelé Cisjordanie par la communauté internationale. Il est opposé au réseau JCall et prône un discours « Plus radical. Moins conciliant pour les Palestiniens. En somme, plus à droite. Beaucoup plus à droite. ». Il prend aussi position contre Nicolas Sarkozy, qui aurait selon lui une politique trop défavorable à Israël.
Le syndicaliste policier est proche de Gilles-William Goldnadel, avocat fortement partisan d'Israël et veut montrer comme lui que « les ennemis des juifs sont à gauche, et non pas à droite ou à l’extrême-droite ». Il serait aussi proche du parti politique israélien d'extrême droite Israel Beytenou, dont il aurait utilisé les contacts pour tenter d'organiser la visite de Marine Le Pen en Israël en 2011.

### Sur l'Europe
Michel Thooris est fortement opposé à l'Union européenne qu'il juge « liberticide ». En 2007, il se désolidarise du soutien apporté à Nicolas Sarkozy par Philippe de Villiers notamment en raison de la ligne selon lui trop pro-européenne du candidat.